# 파올로 피초
파올로 피초(이탈리아어: Paolo Pizzo, 1983년 4월 4일~)는 이탈리아의 펜싱 선수로 주 종목은 에페이다. 올림픽에 2회 참가하였으며 2016년 하계 올림픽 남자 에페 단체전 종목에서 은메달을 획득했다. 또한 2011년과 2017년 세계 선수권 대회에서 개인전 우승을 차지했다.

## 경력
피초는 1983년 시칠리아주 카타니아에서 태어났다. 어린 시절부터 펜싱을 했으며 13세 때인 1996년 두경부암 진단을 받고 수술로 인해 선수 생활에 위기를 맞았으나 투병 생활과 함께 펜싱 선수의 길을 걸었다.
2003년에 이탈리아 성인 국가대표로 처음 발탁되었으며 6월에 스위스 베른에서 열린 그랑프리 대회를 통해 성인 대표팀 데뷔전을 가졌다. 8월에는 대한민국 대구에서 열린 2003년 하계 유니버시아드에 참가했으며 개인전 7위, 단체전 8위에 올랐다.
2009년 피초는 두경부암 완치 판정을를 받았고 같은 해 7월 포르투갈 리스본에서 열린 리스본시 국제 펜싱 대회에서 독일의 스벤 슈미트의 뒤를 이어 개인전 은메달을 획득하면서 국제 대회 첫 메달을 획득했다. 이후 같은 달에 베오그라드에서 열린 2009년 하계 유니버시아드 개인전에서 스위스의 베냐민 슈테펜의 뒤를 이어 은메달을 획득했다. 또한 단체전에서도 스위스팀의 뒤를 이어 은메달을 획득했다. 유니버시아드 이후 이탈리아 공군에 입대했고 공군 스포츠팀인 CS 아에로나우티카 밀리타레 소속 펜싱 선수가 되었다.
2011년 8월 고향 카타니아에서 열린 2011년 세계 선수권 대회에서 네덜란드의 바스 페르베일런을 꺾고 개인전 금메달을 획득했다. 그는 이 대회에서 우승하면서 2012년 하계 올림픽의 남자 에페 개인전 진출권을 확보하였다.
2012년 7월 피초는 영국 런던에서 열린 2012년 하계 올림픽에 참가하여 선수 경력 첫 올림픽 대회에 출전했다. 남자 에페 개인전에서 그는 4번 시드를 받았다. 32강에서 홍콩의 렁가밍, 16강에서 세네갈의 알렉상드르 부자이드를 접전끝에 각각 15-14, 15-11로 이기며 8강에 진출했다. 피초는 8강에서 베네수엘라의 루벤 리마르도를 상대했으며 리마르도에게 12-15로 패하여 개인전 경기를 끝냈다.

## 수상
| 연도 | 대회                    | 주최     | 순위 | 종목             |
| ---- | ----------------------- | -------- | ---- | ---------------- |
| 2011 | 2011년 세계 선수권 대회 | 카타니아 | 우승 | 남자 에페 개인전 |